# Jaime Rosell y Desprats
Jaime Rosell y Desprats fue el I señor de Benejúzar.
Era el primogénito de Jaime Rosell y Castañeda y de Inés Desprats y Thomas. Su padre era el propietario de la heredad de Benejúzar. En manos de Jaime Rosell, Benejúzar alcanzó la calidad y denominación de señorío, merced de la Corona española. 
Jaime Rosell sería al igual que su padre, el continuador de la Casa de Rosell.
Años después, su bisnieto Jaime Rosell de Rocamora y Ruiz uniría con su enlace matrimonial a la Casa de Rosell con el tronco principal de los Rocamora, y que hubiese significado la continuación de los Rosell en posesión de estos respectivos territorios, habiendo cumplido además las condiciones de las Nueve Cláusulas de 1588 al haber adoptado las armas y apellido de los Rocamora. Pero la falta de sucesión lo impidió. 
Jaime Rosell y Desprats casó con Isabel Ruiz, matrimonio que le dio a Jaime Rosell un heredero de sus posesiones llamado José Rosell y Ruiz. Más tarde, Jaime fue nombrado Bailén General de Orihuela. 
Jaime Rosell y Desprats nació, vivió y murió en Orihuela. Fue sucedido por su hijo José Rosell y Ruiz, II señor de Benejúzar.